# Майнцское колесо
Майнцское колесо (нем. Mainzer Rad) — общая геральдическая фигура в геральдике Майнцского курфюршества и территориальных единиц, городов и муниципалитетов, которые были подчинены ему в прошлом. Мы находим его в земле Рейнланд-Пфальц, которая включает часть бывшей территории Майнца и в нескольких провинциях в Рейнланд-Пфальце, Гессене и Тюрингии, в гербах более двухсот городов и поселков, символов воинских частей, промышленных предприятий. На эмблеме майнцских архиепископов (теперь только епископов) есть серебряный круг с шестью спицами на красном поле, и на гербе города Майнца в тех же цветах два колеса, соединённые крестом.

## История
Самое раннее задокументированное появление эмблемы — на монетах архиепископа Зигфрида III фон Эппштайна (1230-1249) в виде двух кругов. Происхождение колеса неизвестно. Одна теория прослеживает её до епископа Виллигиза, который был избран архиепископом Майнца в 975 году. Согласно рассказу братьев Гримм, его предки были колесниками, и его противники высмеивали его незнатное происхождение. Они нарисовали колёса на стенах и дверях его резиденции, Виллигиз же сделал этот знак своим личным знаменем с девизом «Виллигиз, помни, откуда ты пришёл». Однако это не доказано, и в любом случае гербы появились только в XII веке. Большинство архиепископов Майнца использовали колесо для первого и третьего полей своего личного герба, используя герб своей семьи для второго и четвертого полей. Согласно более сложным интерпретациям, изображение двух колёс, соединённых крестом, происходит из монограммы-хризмы или из атрибута святого Мартина, которому посвящён кафедральный собор Майнца.
- Исполнения герба города Майнц (Германия)
- До 1992 года
- С 1992 по 2008 год
- С 2008 года

## Галерея
- Гёттинген (район)
- Гиболдехаузен (район Гёттинген)
- Гиболдехаузен
- Эрфурт
- Кидрих